# 易贡乡
易贡乡（藏語：ཡིད་འོང་，威利转写：yid 'ong），是中华人民共和国西藏自治区林芝市波密县下辖的一个乡镇级行政单位。

## 行政区划
易贡乡下辖以下地区：
贡仲村、格通村、沙玛村、通加村和江拉村。

## 国家地质公园
易贡国家地质公园位于波密县与林芝县交界处，主体位于波密县易贡乡。